# Miloš Čeleda
Miloš Čeleda, pseudonymy: Č. Sokol, Miloš Čelinský (24. listopadu 1884 Opava – 12. června 1958 tamtéž) byl český hudební skladatel.

## Život
Otec skladatele byl opavský obchodník s čajem a Miloš se systematicky věnoval přípravě na pokračování v jeho práci. Nejprve studoval na Filozofické fakultě Karlovy univerzity v Praze, ale po dvou letech přestoupil na Vysokou obchodní školu v Lipsku. Po absolvování školy byl na praxi v Hamburku a v Londýně. Po návratu do Čech převzal rodinný obchod. Za německé okupace, kdy se Opava stala centrem sudetské župy, žil v Pardubicích a Kolíně. Po osvobození nějaký čas pokračoval ve svých předválečných aktivitách, ale po komunistickém převratu mu byl obchod znárodněn a Čeleda se živil jako knihovník ve strojírenském podniku Ostroj Opava.
Hudba se nikdy nestala jeho hlavním povoláním, přestože již v raném věku projevoval mimořádné nadání. Stejně jako jeho bratr Jaroslav Čeleda, který se stal houslistou a hudebním historikem. Ještě za gymnazijních studií zkomponoval Mši C-dur a v roce 1903 melodrama Kantor Halfar (na slova Petra Bezruče. Po dobu svých studií v Praze byl žákem Antonína Anděla a Silvestra Hipmana. Rovněž za okupace se věnoval soukromému studiu hudební kompozice.
Vedle svých obchodních povinností se v Opavě stal hlavním organizátorem hudebního života. Byl dirigentem amatérského orchestru Českého čtenářského spolku, spoluzakladatelem stálé České divadelní scény (1919–1938), která uváděla také operní večery. Pro Opavu zajišťoval vystoupení významných sólistů a orchestrů včetně Emy Destinnové a orchestru České filharmonie. V roce 1923 založil časopis Opavské meziaktí, v němž vedl hudební rubriku. Podobně přispíval i do dalších slezských časopisů (Opavský týdenník, Slezské slovo).
Podle vlastního katalogu zkomponoval na 50 skladeb. Přes nedostatek formálního vzdělání se jeho skladby vyznačují dobrou technickou úrovní a byly obecenstvem dobře přijímány.

## Dílo

### Opery
- Když první se vrátí, op. 6 (pod pseudonymem Č. Sokol, libreto Oto Erich Hartleben – 1911)
- Za štěstím, op. 8 (pod pseudonymem Miloš Čelinský, libreto Jáchym Blechta – 1924)

### Symfonické skladby
- Menuetto brillante (1901)
- Menuetto in B dur (1944)
- Rozhovor se sfingou, symfonická báseň, op. 19 (Krásy dne, Rozhovor se sfingou, Loučení –1954)
- Suita koncertních tanců, op. 20 (1955)

### Melodramy
- Rektor Halfar, text Petr Bezruč, op. 4 (1906)
- Holoubek, text Karel Jaromír Erben, op. 7 (1907)
- Horská balada, text Jan Neruda, op. 10 (1943);
- Monna Vanna podle Maurice Maeterlincka napsal Jáchym Plachta, op. 17 (1951)

### Kantáty a sbory
- Svatý Václave. Kantáta pro smíšený sbor s průvodem varhan, op. 9 (1943)
- Dvanáctky (úprava slezských lidových písní, tři řady – 1949)
- Óda na lidskou duši, kantáta pro sóla, smíšený sbor a symfonický orchestr, op. 16 (1950)
- Dvě písně pro smíšený sbor na slova Antonína Otáhala, op. 5 (1910);
- Nad rovem, op. 9 (mužský sbor – 1943)
- Slezské hymny (1947)

### Chrámové skladby
- Missa in C dur; op. 1 (1901)
- Tantum ergo in F-dur, pro smíšený sbor, varhany a smyčcový orchestr (1901)
- Tantum ergo in Es-dur, pro smíšený sbor a cappella (1900)
- Modlitba, pro smíšený sbor, op. 9 (1943)
- Missa solemnis in a-moll, pro smíšený sbor s průvodem varhan, op. 11 (1943)
- Tantum ergo in c-moll, pro smíšený sbor s průvodem varhan, op. 11 (1943)
- Ave Maria in B-dur, pro soprán, varhany a malý orchestr, op. 12 (1943)
- Vánoční koleda pro soprán, alt, varhany a malý orchestr, op. 12 (1943)
- Koleda in A-dur pro soprán a alt nebo violoncello s průvodem varhan nebo malého orchestru (1945)
- Otče náš, pro tenor nebo baryton a varhany, op. 12 (1946)
- Koleda in F-dur, pro soprán (1949)

### Písně
- Rusalka (1905)
- Tři prosté písně ve slohu lidových písní slezských (1909)
- Kdybych věděl (1909)
- Červený květ (na slova Petra Bezruče op. 13 (1944)
- Jen jedenkrát, op. 13 (slova Petr Bezruč – 1945)
- Cesta do práce, op. 18 (1953)

### Komorní skladby
- Česká humoreska pro violoncello a klavír, op. 2 (1901)
- Menuetto brillante, (klavír – 1901);
- Dvě vzpomínky pro klavír (1901)
- Vzpomínky. 3 suity pro smyčcové kvarteto (1901–58):

### Literární dílo
- K historii slezské hymny (Slezský sborník 47, 1949, s. 147–152)
- O organisaci české divadelní činnosti na Opavsku do osvobození (Slezský sborník 49, 1951, s. 102–107);
- O třech dvanáctkách slezských lidových písní, rukopis ve Slezském muzeu.